# بيت الحكومة التايلاندية

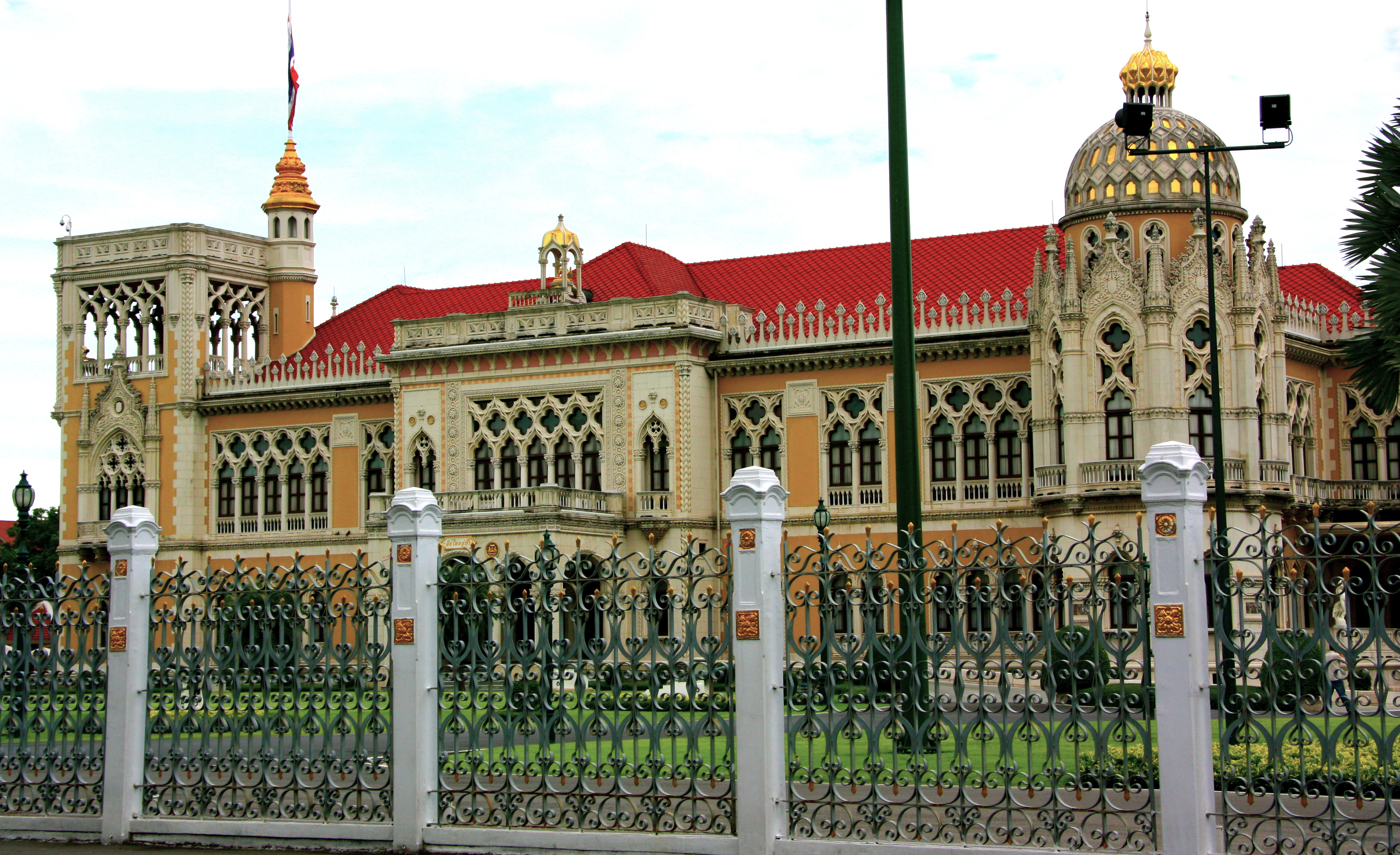
بيت الحكومة التايلاندية

بيت الحكومة التايلاندية (بالتايلاندية:ตึกไทยคู่ฟ้า ทำเนียบรัฐบาล) هو مقر الحكومة في العاصمة التايلاندية بانكوك والذي يتواجد فيه مكتب رئيس وزراء تايلاند ووزراء الحكومة التايلاندية كما انه المبني يحتوي على قاعة للمؤتمرات ويستخدم لأستقبال الضيوف ويقع علي مساحة 45000 كيلومتر مربع امر الملك فاجيرافود شولالون كورن ببناء المبني واسند مهمة لمهندس أيطالي في عام 1923م اله انه لم يتم الانتهاء من المبني سريعا وأصبح مقر رئيس الوزراء لأول مرة في 1941م , شهد المبني في الازمة السياسية التايلاندية محاصرة المعارضة المبني واعتصامها  وعدم مغادرة محيط المبني حتي تم انتقلت الي مطار دون موينغ

## معرض صور

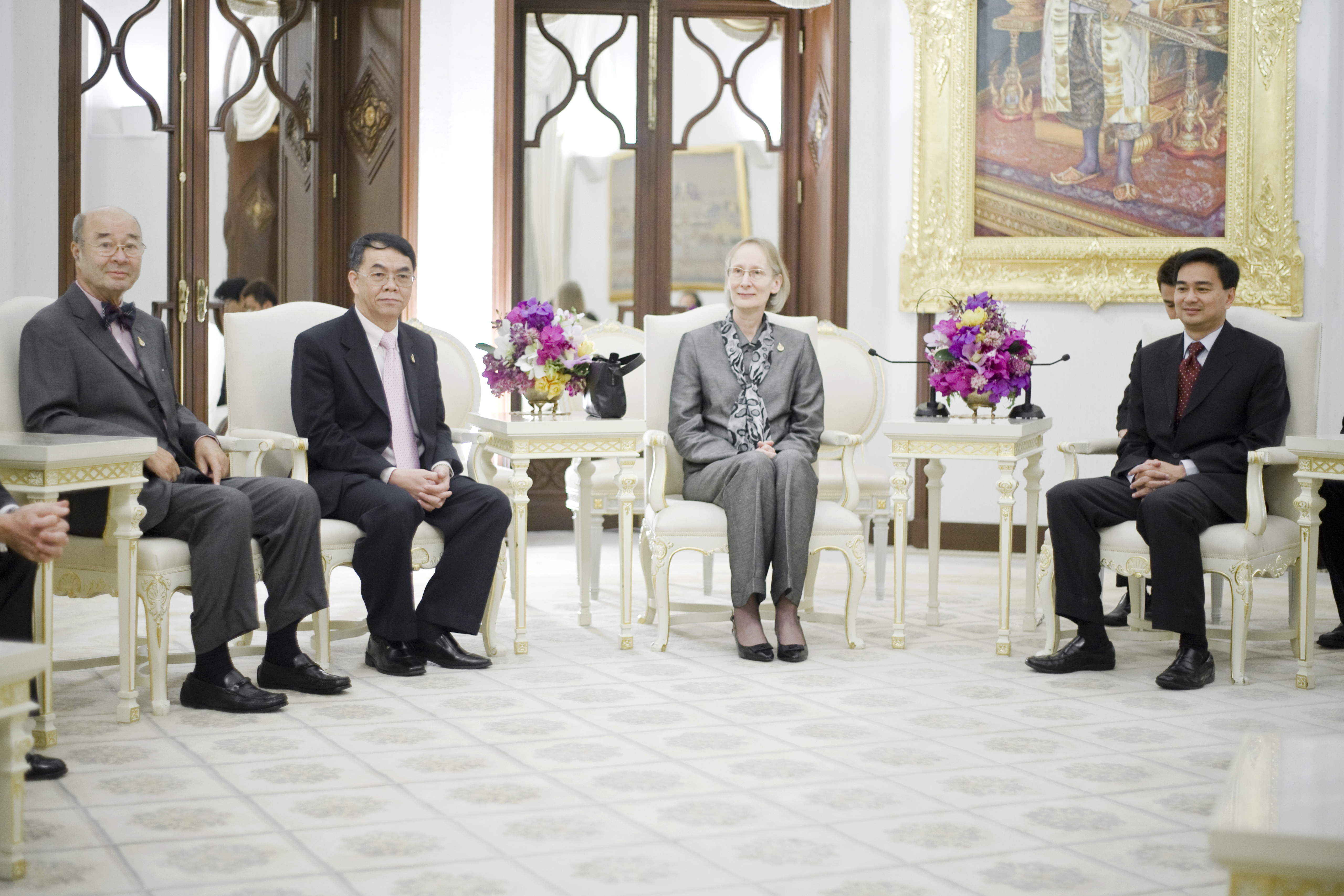
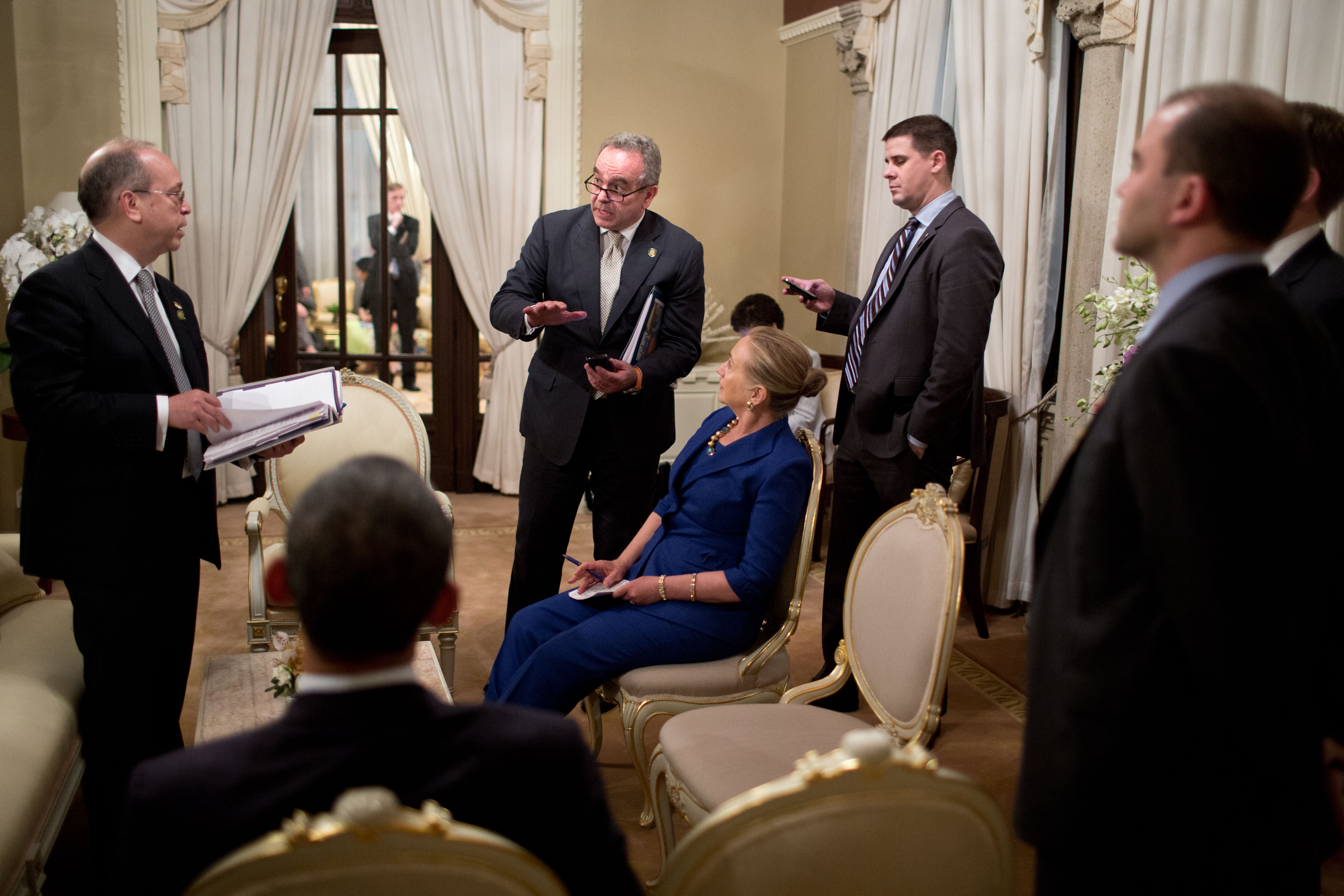
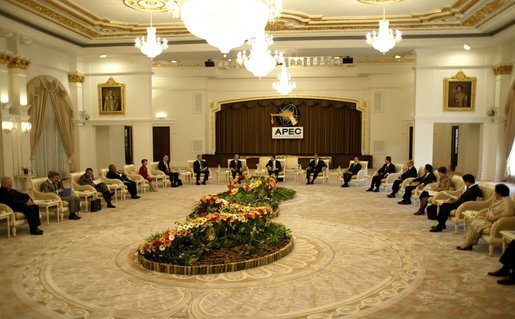
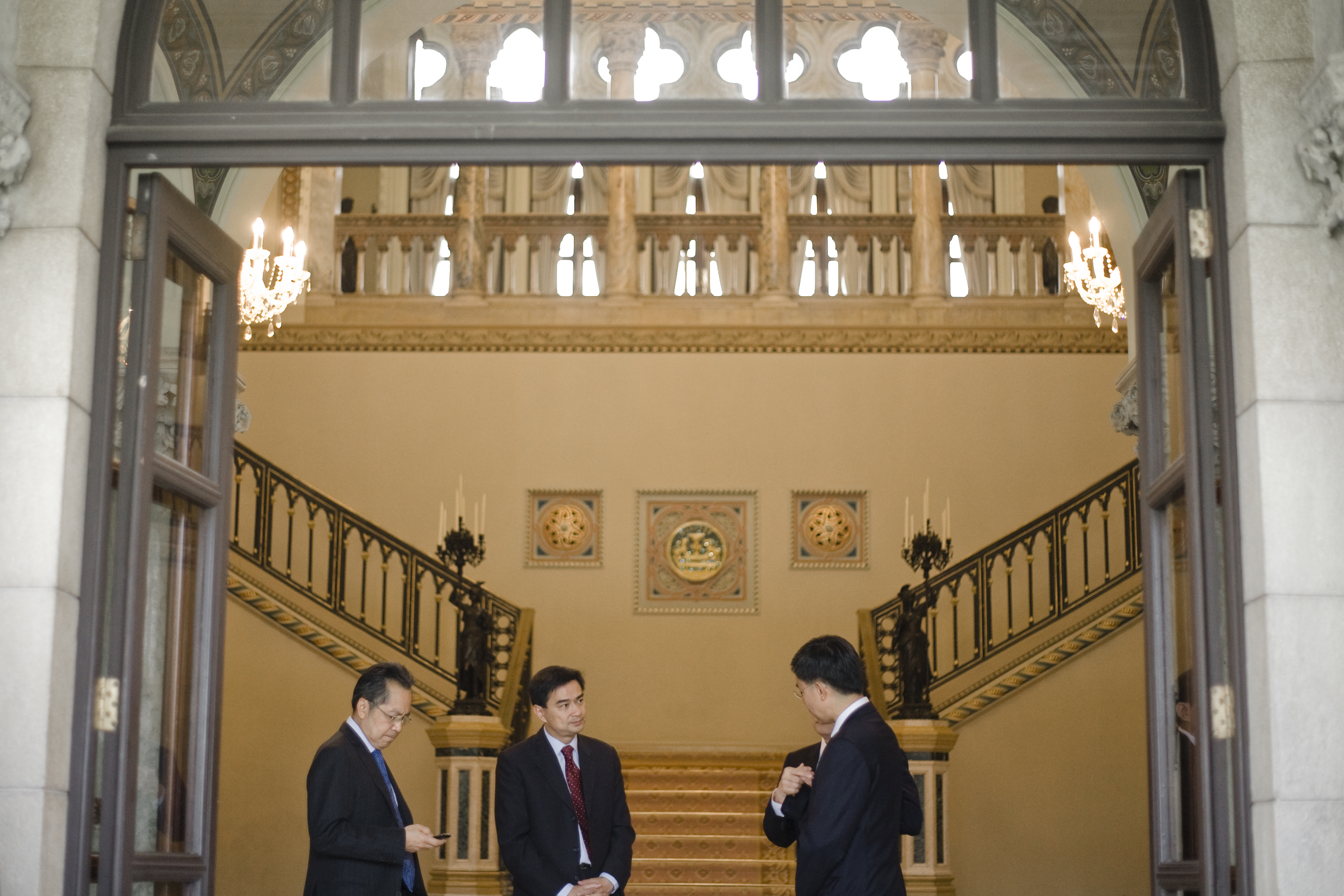
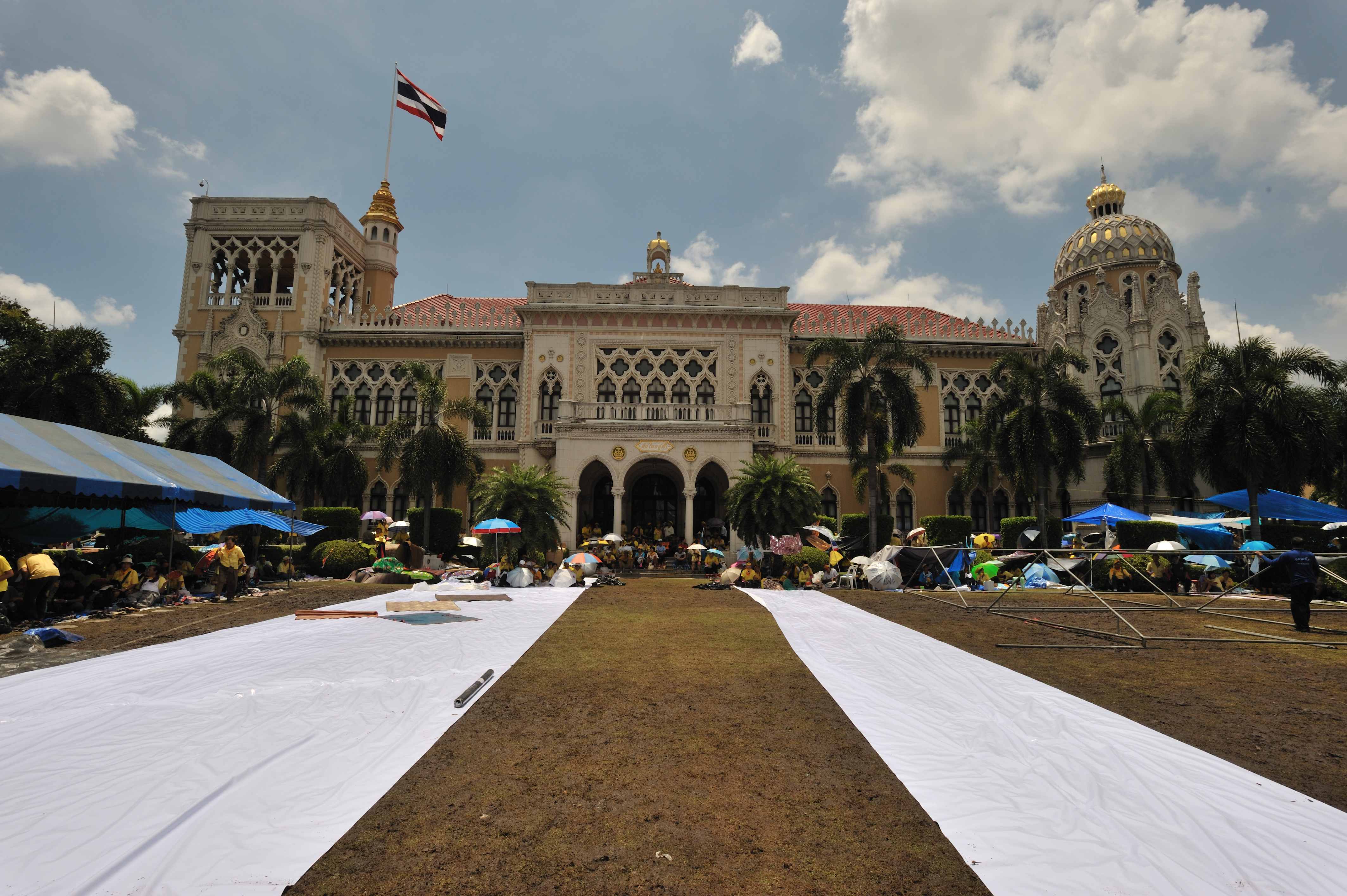